# Ла Боте (Гросето)
Ла Боте је насеље у Италији у округу Гросето, региону Тоскана.
Према процени из 2011. у насељу је живело 5 становника. Насеље се налази на надморској висини од 7 м.